# Nokia 7110
Nokia 7110 este un telefon dezvoltat de Nokia care a fost anunțat pe 23 februarie 1999 și lansat în octombrie 1999. Nokia 7110 este primul telefon mobil care a rulat Series 40. Este primul Nokia care are browser WAP.
Singurele taste de controalele vizibile sunt control și Naviroller-ul care este o rotița cu derulare. Sub aceasta este capacul tastaturii cu arc care împinge în jos atunci când se primește un apel.
Ecranul are o rezoluție de 95 x 95 pixeli care se traduce prin șase linii de text. 
Jocurile disponibile sunt Snake 2, Rotation, Tennis și Reversi.